# نوکیا ۶۲۳۳
Nokia ۶۲۳۳ یک‌نمونه از گوشی‌های تلفن همراه سری ۶۲۳۳ شرکت نوکیا می‌باشد که توسط همین شرکت به بازار عرضه شده‌است. نوکیا 6233 از گوشیهای باسیستم عامل جاوای نوکیا است، که تم‌های با فرمت nth را پشتیبانی می‌کند.

## مشخصات ظاهری
- ابعاد 108X46X18 میلی‌متر
- وزن 110 گرم
- اندازه 240x320 پیکسل

## قابلیت ها ارسال داده
SMS, MMS، ایمیل، بلوتوث، مادون قرمز

## امکانات جانبی
رادیوFM، دوربین 2 مگاپیکسل